# 科利國家公園
科利國家公園（芬蘭語：Kolin kansallispuisto）是芬蘭的一個國家公園。科利國家公園面積30平方（12平方英里），位於皮耶利寧湖的西側。科利國家公園成立於1991年。